# ستنكوس (كورنوال)
ستنكوس (بالإنجليزية: Stencoose)‏ هي قرية تقع في المملكة المتحدة في كورنوال.